# Transición tecnológica
La transición tecnológica es el proceso de cambios que ocurre durante el desarrollo de una tecnología desde su nacimiento hasta su fecha de deterioro. Una transición se va desarrollando a medida de cómo la tecnología progresa mediante su propio círculo de vida. Más aún, una transición describe los efectos de la innovación y cómo estos son incorporados en la sociedad. En síntesis, la transición tecnológica se puede definir como aquella la aparición y evolución del conocimiento de productos tecnológicos y su relación con el entorno natural y social.
Para que una tecnología tenga uso, debe estar vinculada con estructuras sociales y organizaciones con el fin de cumplir sus necesidades. En un sistema tecnológico que incluye aspectos técnicos y no técnicos, los cambios en las percepciones socio-técnicas dan comienzo a la era de una transición tecnológica.

## Transición como proceso evolutivo
Uno de los motivos claves por el que la tecnología transcurre y evoluciona en el tiempo, es que el progreso conduce a trayectorias que ya vienen dadas por tecnologías existentes. El nuevo diseño se ve beneficiado por todo tipo de mejora tecnológica, en términos de costo y características de desempeño. Desde un mayor entendimiento del usuario y desde la adaptación al ambiente socioeconómico, que las herramientas permiten acumular conocimiento, infraestructura, habilidades, fases de producción, normas sociales, regulaciones y estilos de vida.

### Transición en el determinismo tecnológico
El determinismo tecnológico vincula los cambios tecnológicos como base del desarrollo social, expresándose en tres nociones:
- la “neutralidad” de la tecnología: “los efectos, positivos o negativos”, no dependen de la tecnología en sí, sino del uso que le dan los hombres;
- el carácter “evolutivo” de la tecnología: las nuevas tecnologías son mejores que las anteriores, la innovación constituye un proceso evolutivo;
- la “autonomía” de la tecnología: la tecnología evoluciona según su propia racionalidad interna, más allá del control de los hombres.[2]

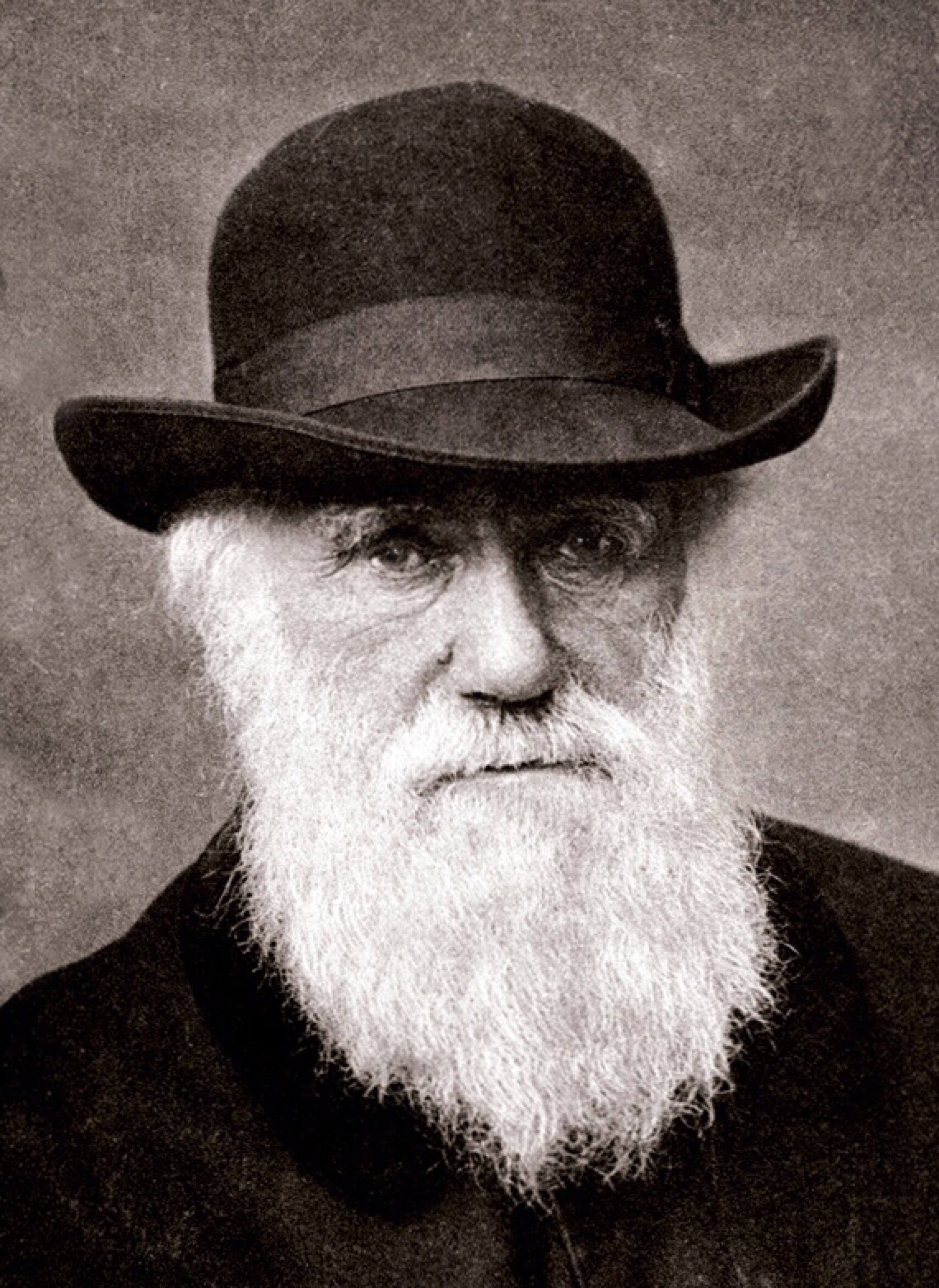
Charles Darwin 1880

En este sentido la transición tecnológica, entendida como un proceso de cambios, es sostenida según William Ogburn en una relación unidireccional entre tecnología y sociedad. Mientras los cambios sociales son provocados por el desarrollo tecnológico, éste sigue un proceso autónomo, de acuerdo a sus propios dictámenes, pareciendo así que la tecnología se desarrolla separada del ámbito social, como una especie de factor exterior que tiene una dinámica especial y propia. Por lo tanto, se supone que las propias características internas de las tecnologías actuales determinan los avances tecnológicos que les seguirán.

“Las invenciones son inevitables. Dado el barco y la máquina de vapor ¿no es inevitable el barco de vapor?”

-William F. Ogburn

Más aún, las teorías evolucionistas explican este proceso como uno de ensayo y error, como la suma acumulativa de ciertas modificaciones del proceso de producción, pequeñas y en gran medida accidentales. En forma análoga a la teoría de la evolución de Charles Darwin, la selección natural actúa sobre pequeñas diferencias existentes entre los organismos de una población. Estas variaciones aparecen en forma aleatoria y son hereditarias de algún modo. Sin embargo, otra tendencia bajo el alero de John Staudenmaier caracteriza este proceso como una historia internalista de la tecnología. Esta tradición se concentra exclusivamente en el artefacto tecnológico, sin relacionarlo con el contexto social externo.

## Investigación y desarrollo
Tomando en consideración el desarrollo tecnológico en términos de eficiencia, es que las transiciones se ven apoyadas por proyectos de Investigación y desarrollo. Es común que en organizaciones productoras de bienes, exista un área destinada a la mejora de los mecanismos a través de diseños, encuestas, análisis en terreno e implementaciones de programas pilotos.

### Transición tecnológica en la economía

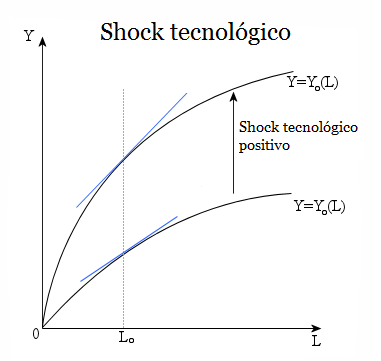
Shock tecnológico positivo

En economía, los modelos de producción laboral se basan en el supuesto de mantener un nivel de tecnología constante. Para explicar el efecto de un shock tecnológico en una fase productiva, es necesario entender el proceso que esto implica y es en este sentido que la transición tecnológica muestra cómo a medida que el desarrollo tecnológico incrementa la eficiencia de los recursos, el resultado de ello conllevará a un mayor nivel productivo que antes. Es decir, al mismo nivel de trabajo (L), la producción difiere en sus resultados con distintos niveles de progreso tecnológico.
Las teorías microeconómicas y macroeconómicas elementales proponen un modelo basado en supuestos. Por ejemplo, el shock tecnológico es una transición relativamente permanente, dado que los factores productivos están en constante desarrollo, implicando mejoras en las fases de producción.

### Problemas del desarrollo de nueva tecnología
Incorporar cambios en sistemas tecnológicos complejos enfrenta grandes desafíos, ya que no sólo implica un cambio en la tecnología en sí, sino que también conlleva profundos cambios en la producción, la organización y el estilo de vida de las personas.
Ejemplos de patrones constantes de cambios técnicos, dados por Donald MacKenzie, son el aumento de la mecanización de las operaciones manuales, la creciente tendencia de la disminución de tamaño de los componentes microelectrónicos y la creciente velocidad de operaciones computarizadas.
Otros ejemplos de patrones en cambios tecnológicos son la reducción de uso de materiales en la producción, la tendencia de usar productos luminosos en autos y aviones, el uso de artefactos electrónicos en productos textiles.
Los cambios marginales en las condiciones externas influyen a lo sumo en la clasificación -de acuerdo con su rentabilidad- de los proyectos ligados al impulso tecnológico en una dirección particular. Sin embargo, la constancia de estos cambios se va limitando con el tiempo convirtiendo estas trayectorias naturales en fronteras específicas a una tecnología particular o a un 'régimen tecnológico' con un potencial implícito de ser explotadas. En otras palabras, un régimen no sólo define las fronteras sino también las trayectorias de esas fronteras.

## Transición tecnológica de la política

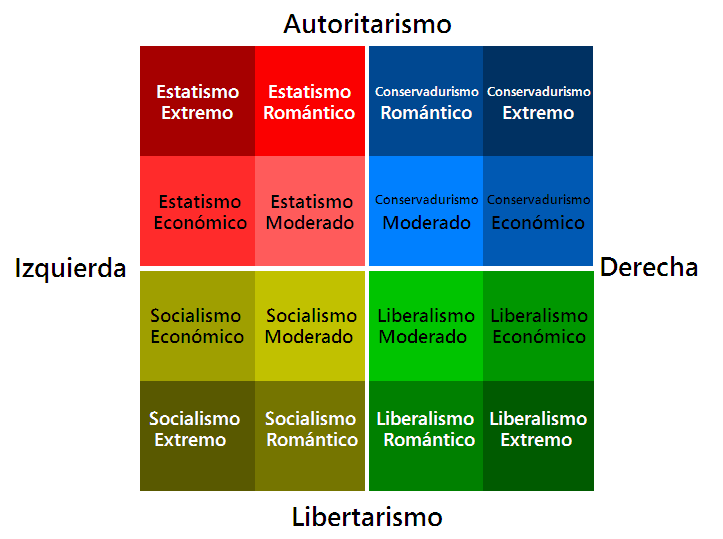
4 sistemas 2

Los sistemas políticos como ejemplos de tecnología, también presentan transiciones. Es decir, procesos de cambios que ocurren en un tiempo determinado. Estas transiciones se pueden dar en dos tipos:
- Transición de sistemas políticos:

Destacados en el eje vertical de la imagen.
En la historia occidental previa al siglo XX, las sociedades europeas destacan por la variedad de sistemas gobernadores para regir. Un modelo que surge como alternativa al Monarquismo y al Imperialismo, es la Democracia. Esta transición fue revolucionaria para la época, exigió profundos cambios tanto en su proceder administrativo como social y aunque directa en su comienzo, constituyó la base de lo que actualmente se conoce como democracia representativa.
- Transición en ideologías políticas:

Destacados en el eje horizontal de la imagen.
La polarización de ideologías políticas permite generar un abanico de posibilidades en la elección representativa de líderes. El hecho rotacional de los gobiernos presidencialistas, ha brindado la posibilidad de ampliar el espectro legislativo y variar la declaración del poder. Ejemplo de la historia reciente son las elecciones en Estados Unidos de Barack Obama, líder demócrata, post gobierno republicano de George W. Bush o del gobierno de centro-derecha de Sebastián Piñera entre los dos períodos presidenciales de Michelle Bachelet en Chile.